# Filippo Delli Carri
Filippo Delli Carri (Torino, 3 maggio 1999) è un calciatore italiano, difensore del Monza.

## Biografia
È figlio di Daniele Delli Carri, dirigente sportivo ed ex calciatore italiano, di ruolo difensore.

## Caratteristiche tecniche
Di ruolo difensore centrale, adattabile anche nel ruolo di terzino sinistro. Dotato di grande tempismo, è preciso nei tackle. Abile nel colpo di testa, si distingue anche per l’agonismo e la determinazione con cui scende in campo, oltre che per le sue abilità costruzione del gioco. Si ispira a Giorgio Chiellini.

## Carriera

### Club

#### Gli inizi
Cresce nelle giovanili del Pescara, con il quale fa il suo esordio nei professionisti il 6 agosto 2017 nel secondo turno di Coppa Italia contro la Triestina (5-3 ai rigori). Nella stessa estate entra a far parte della sfera Juventus, totalizzando 20 presenze nel Campionato Primavera, venendo sconfitti in semifinale, così come al Torneo di Viareggio.

#### Rieti e Juventus U23
Nella stagione 2018-2019 viene ceduto in prestito al Rieti, squadra militante in Serie C. Il 29 settembre successivo, fa il suo esordio con la squadra laziale, subentrando nel pareggio interno, a reti bianche, contro la Cavese. In totale, colleziona 24 presenze in campionato
Tornato a Torino, nelle due stagioni successive gioca nella Juventus U23, debuttando, in Coppa Italia di Serie C, il 4 agosto 2019 contro la Pergolettese. Esordisce in campionato il 1º settembre 2019, nella seconda giornata contro il Siena (2-3). Il 27 giugno 2020, vince il suo primo trofeo da professionista, battendo la Ternana in finale di Coppa Italia di Serie C, senza però scendere in campo. La stagione successiva, occupa un ruolo più di rilievo all'interno della rosa, vestendo anche la fascia di capitano il 29 novembre 2020 contro l'Olbia. Conclude la sua esperienza in bianconero con 35 presenze totali. 

#### Salernitana
Il 31 agosto 2021 viene ceduto in prestito alla Salernitana. Esordisce in Serie A con i campani l'11 dicembre 2021, subentrando nel secondo tempo all'infortunato Frédéric Veseli nella gara esterna persa 4-0 contro la Fiorentina. Sei giorni dopo fa il suo debutto da titolare in A, nella sconfitta all'Arechi contro l'Inter (0-5). Al termine della stagione non viene riscattato e, tornato ai bianconeri, rimane svincolato.

#### Como e Padova
Il 5 luglio 2022 viene ingaggiato dal Como, militante in Serie B, con cui firma un contratto fino al 30 giugno 2024.
Dopo non essere mai sceso in campo nella prima parte della stagione, il 10 gennaio 2023 viene ceduto in prestito fino al termine della stagione al Padova, in Serie C. Trova il primo gol in biancoscudato il 18 febbraio seguente, nel pareggio interno con la Triestina. Ritrova il gol anche nell’ultima giornata di campionato, nella vittoria esterna contro il Mantova.
Il 28 giugno 2023, Delli Carri viene ufficialmente riscattato dal Padova, con cui firma un contratto triennale. Il 4 settembre, nell'esordio in campionato con i veneti va subito a segno nella partita in casa del Mantova, pareggiata per 1-1. Trova il quarto gol in biancoscudato, ed in carriera, il 19 novembre successivo contro la Pro Vercelli, mettendo a segno il gol del due a zero (3-2). Conclude la sua seconda stagione, la prima a tempo pieno, con 43 presenze e 4 reti segnate. Trova il suo primo gol nella nuova stagione ancora contro la Pro Vercelli, il 20 settembre 2024, nella vittoria per 3-1. Il 12 ottobre successivo, alla nona giornata, va nuovamente in rete decidendo la gara vinta di misura contro la Giana Erminio, offrendo anche una superba prestazione in fase difensiva. Va in rete nuovamente il 3 novembre seguente aprendo le marcature nella gara vinta per 2-1 contro la Pergolettese. Segna la sua decima rete in carriera e con i biancoscudati nella vittoria esterna per 3-0 contro il Lecco, mettendo a referto l'ultima rete. Il 9 marzo seguente, realizza il suo quinto gol in stagione, nuovo record per lui, nella vittoria per 3-0 contro l'AlbinoLeffe. Nella partita seguente, veste per la prima volta la fascia da capitano del Padova, nella sconfitta per 3-2 contro il Renate. Il 25 aprile 2025, all'ultima giornata, scende in campo nella gara di Lumezzane che regala ai biancoscudati la vittoria del Girone A di Serie C nella sua trentasettesima partita in campionato, senza mai saltare neanche un minuto, conquistando il suo secondo trofeo in carriera nel giorno della sua centesima presenza con questa maglia.

#### Monza
L'11 agosto 2025 viene ufficializzato il suo passaggio al Monza, appena retrocesso in Serie B, per 700 mila euro e legandosi alla società brianzola fino al 30 giugno 2028.

### Nazionale
Nel settembre 2019, viene convocato per la prima volta con la Nazionale Under-20. Fa il suo esordio il 5 settembre successivo, da titolare, nella sfida contro la Polonia (1-0) valevole per la prima giornata dell'Elite League. Il 18 novembre segna la sua prima, ed unica, rete nella quinta giornata di Elite League contro la Svizzera (4-2).

## Statistiche

### Presenze e reti nei club
Statistiche aggiornate all'11 agosto 2025.
| Stagione            | Squadra             | Campionato          | Campionato | Campionato | Coppe nazionali | Coppe nazionali | Coppe nazionali | Coppe continentali | Coppe continentali | Coppe continentali | Altre coppe | Altre coppe | Altre coppe | Totale | Totale |
| Stagione            | Squadra             | Comp                | Pres       | Reti       | Comp            | Pres            | Reti            | Comp               | Pres               | Reti               | Comp        | Pres        | Reti        | Pres   | Reti   |
| ------------------- | ------------------- | ------------------- | ---------- | ---------- | --------------- | --------------- | --------------- | ------------------ | ------------------ | ------------------ | ----------- | ----------- | ----------- | ------ | ------ |
| ago. 2017           | Pescara             | B                   | 0          | 0          | CI              | 1               | 0               | -                  | -                  | -                  | -           | -           | -           | 1      | 0      |
| 2018-2019           | Rieti               | C                   | 24         | 0          | CI              | -               | -               | -                  | -                  | -                  | -           | -           | -           | 24     | 0      |
| 2019-2020           | Juventus U23        | C                   | 7          | 0          | CI-C            | 4               | 0               | -                  | -                  | -                  | -           | -           | -           | 11     | 0      |
| 2020-2021           | Juventus U23        | C                   | 23+1       | 0          | -               | -               | -               | -                  | -                  | -                  | -           | -           | -           | 24     | 0      |
| Totale Juventus U23 | Totale Juventus U23 | Totale Juventus U23 | 30+1       | 0          |                 | 4               | 0               |                    | -                  | -                  |             | -           | -           | 35     | 0      |
| 2021-2022           | Salernitana         | A                   | 5          | 0          | CI              | 1               | 0               | -                  | -                  | -                  | -           | -           | -           | 6      | 0      |
| 2022-gen. 2023      | Como                | B                   | 0          | 0          | CI              | 0               | 0               | -                  | -                  | -                  | -           | -           | -           | 0      | 0      |
| gen.-giu. 2023      | Padova              | C                   | 16+2       | 2          | CI+CI-C         | 0               | 0               | -                  | -                  | -                  | -           | -           | -           | 18     | 2      |
| 2023-2024           | Padova              | C                   | 37+2       | 4          | CI-C            | 4               | 0               | -                  | -                  | -                  | -           | -           | -           | 43     | 4      |
| 2024-2025           | Padova              | C                   | 37         | 5          | CI+CI-C         | 1+1             | 0               | -                  | -                  | -                  | SC-C        | 2           | 0           | 41     | 5      |
| Totale Padova       | Totale Padova       | Totale Padova       | 90+4       | 11         |                 | 6               | 0               |                    | -                  | -                  |             | 2           | 0           | 102    | 11     |
| 2025-2026           | Monza               | B                   | 0          | 0          | CI              | 0               | 0               | -                  | -                  | -                  | -           | -           | -           | 0      | 0      |
| Totale carriera     | Totale carriera     | Totale carriera     | 154        | 11         |                 | 12              | 0               |                    | -                  | -                  |             | 2           | 0           | 168    | 11     |

### Cronologia presenze e reti in nazionale
| Cronologia completa delle presenze e delle reti in nazionale ― Italia under 20 | Cronologia completa delle presenze e delle reti in nazionale ― Italia under 20 | Cronologia completa delle presenze e delle reti in nazionale ― Italia under 20 | Cronologia completa delle presenze e delle reti in nazionale ― Italia under 20 | Cronologia completa delle presenze e delle reti in nazionale ― Italia under 20 | Cronologia completa delle presenze e delle reti in nazionale ― Italia under 20 | Cronologia completa delle presenze e delle reti in nazionale ― Italia under 20 | Cronologia completa delle presenze e delle reti in nazionale ― Italia under 20 |
| Data                                                                           | Città                                                                          | In casa                                                                        | Risultato                                                                      | Ospiti                                                                         | Competizione                                                                   | Reti                                                                           | Note                                                                           |
| ------------------------------------------------------------------------------ | ------------------------------------------------------------------------------ | ------------------------------------------------------------------------------ | ------------------------------------------------------------------------------ | ------------------------------------------------------------------------------ | ------------------------------------------------------------------------------ | ------------------------------------------------------------------------------ | ------------------------------------------------------------------------------ |
| 5-9-2019                                                                       | Caldiero                                                                       | Italia under 20                                                                | 2 – 0                                                                          | Polonia under 20                                                               | Elite League Under-20                                                          | -                                                                              | 81’                                                                            |
| 9-9-2019                                                                       | Přeštice                                                                       | Rep. Ceca under 20                                                             | 0 – 2                                                                          | Italia under 20                                                                | Elite League Under-20                                                          | -                                                                              |                                                                                |
| 15-10-2019                                                                     | Guarda                                                                         | Portogallo under 20                                                            | 3 – 4                                                                          | Italia under 20                                                                | Elite League Under-20                                                          | -                                                                              |                                                                                |
| 16-11-2019                                                                     | Biella                                                                         | Italia under 20                                                                | 4 – 2                                                                          | Svizzera under 20                                                              | Elite League Under-20                                                          | 1                                                                              | 14’ 85’                                                                        |
| Totale                                                                         |                                                                                | Presenze                                                                       | 4                                                                              |                                                                                | Reti                                                                           | 1                                                                              |                                                                                |

## Palmarès

### Club

#### Competizioni nazionali
- Coppa Italia Serie C: 1

Juventus U23: 2019-2020
- Serie C: 1

Padova: 2024-2025 (girone A)